# Увек постоји сутра
Увек постоји сутра: роман о обавештајно-шпијунским играма око Југославије и Републике Српске, и крају једне епохе је роман Мирослава Лазанског (1950-2021) објављена 2000. године у издању Књиге-комерц из Београда.

## О аутору
Мирослав Лазански је рођен 1950. у Карловцу. Дипломирао на Правном факултету у Загребу, где је и започео новинарску каријеру. Године 1991. прелази у „Политику“ где је радио до краја новинарске каријере. Извештавао из Сирије, Сомалије, са Крима, такође извештавао о ратовима у Авганистану, Чеченији, Конгу, Ираку, Ирану, Либану, Јемену и Либији...
Средином 2019. године, именован је за амбасадора Републике Србије у Руској Федерацији. 2021. године умро је у Београду. 

## О књизи
Како стоји и у поднаслову књиге Увек постоји сутра, књига јесте роман о обавештајно-шпијунским играма око Југославије и Републике Српске, и крају једне епохе.

## Издања
Књига Увек постоји сутра: роман о обавештајно-шпијунским играма око Југославије и Републике Српске, и крају једне епохе је у току 2000. године имала пет издања у издању издавачке куће Књига-комерц.